# میتچلز کورنر (کالیفرنیا)
میتچلز کورنر (به انگلیسی: Mitchells Corner) یک منطقهٔ مسکونی در ایالات متحده آمریکا است که در شهرستان کرن، کالیفرنیا واقع شده‌است. میتچلز کورنر ۱۴۱ متر بالاتر از سطح دریا واقع شده‌است.